# Jaidon Codrington
Jaidon Codrington est un boxeur américain né le 5 juin 1984 à Bridgeport, Connecticut.

## Carrière
Vainqueur des Golden Gloves dans la catégorie poids moyens en 2002,, il passe professionnel en 2004 et compte à son palmarès 20 victoires et 2 défaites fin 2010 sans toutefois avoir remporté de titre majeur.